# سرگی ریازانسکی
سرگی ریازانسکی (به انگلیسی: Sergey Ryazansky) فضانورد اهل کشور روسیه است که در ۱۳ نوامبر ۱۹۷۴ میلادی در مسکو زاده شد. 